# Луцкий зоопарк
Луцкий зоологический парк — природоохранное, научно-исследовательское и культурно-образовательное учреждение, которое является искусственно созданным объектом природно-заповедного фонда.

## Зооэкспозиция
Зооэкспозиция составляет 42 вида фауны. Общее количество животных — 88, птиц — 35.
В зоопарке есть такие экзотические представители фауны — львы (2), медведи (2), благородные олени (3), бизон, антилопа, ламы (2), дикобраз, енотовидные собаки, фазаны, павлины и черные лебеди.

## Сотрудничество
Луцкий зоопарк сотрудничает с представителями Польши с целью его развития. В рамках проекта планируется: построить в Луцке городки для львов, медведей и зубров, ветеринарную клинику; приобрести оборудование для производства кормов и автомобиль для транспортировки животных.